# Georg Neumark

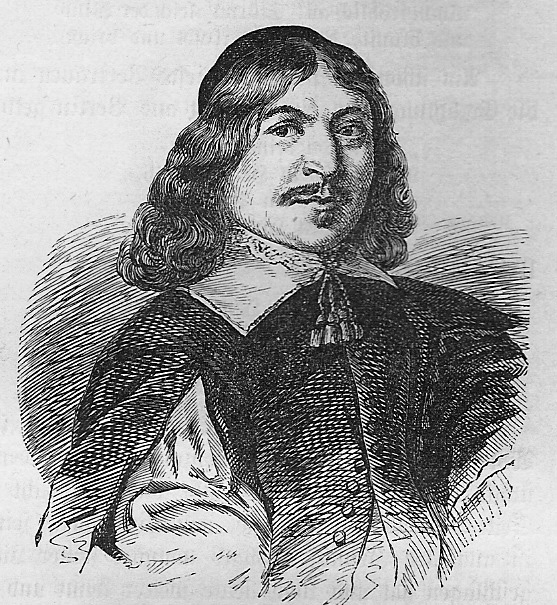
Georg Neumark i "Illustrierte Literaturgeschichte" (1880).

Georg Neumark, född 16 mars 1621 i Langensalza, död 8 juli 1681 i Weimar, var en tysk hovpoet och bibliotekarie. 
Neumark var i Weimar furstlig bibliotekarie och registrator (med titeln pfalzgreve), författade dels världsliga dikter, dels psalmer (flera tonsatta av honom själv), bland vilka den bästa är Wer nur den lieben Gott lässt walten (1641; n:o 239 i 1819 års svenska psalmbok), först tryckt i Neumarks diktverk Fortgepflanzter musikalisch-poetischer Lustwald (1657, tre delar). Han finns representerad i Den svenska psalmboken 1986 med en originaltext (nr 575) och dess komposition som också används till en annan psalm (nr 270). Är också representerad som psalmförfattare i danska Psalmebog for Kirke og Hjem.

## Psalmer
- Min själ, låt Gud i allt få råda (1986 nr 575) skriven och tonsatt 1641 (och publicerad 1657) enligt Koralbok för Nya psalmer, 1921 är det samma melodi som till:
  - När ingen ljusning alls jag finner (1986 nr 270)